# Екстензія
Екстензія (від лат. extendo, extentio - витягування, випрямлення) — це рух в суглобі, що приводить до збільшення кута між зчленованими сегментами кінцівки; розгинання кінцівок або іншої частини тіла (антонім флексія).
Виявляється при перевірці менінгеального симптома Германа (симптом «шия — великий палець стопи») — при пасивному згинанні шиї у хворого спостерігається екстензія великих пальців стоп; симптом описаний польським невропатологом Еуфіміусом Германом при туберкульозному менінгоенцефаліті.